# Oom Heisa
Heisa McSores ook wel bekend als oom Heisa of Hannes Doorslaper is een personage uit de Donald Duck wereld, in 1994 bedacht door William van Horn. Van Horn is de enige artiest die Heisa gebruikte. Heisa werd geïntroduceerd als een luie en hebzuchtige neef van Dagobert Duck. Al snel werd echter bekendgemaakt dat hij Dagoberts halfbroer was. Hij is waarschijnlijk een buitenechtelijke zoon van Fergus McDuck en Vera McDuck die een nicht of zuster was van Ma McDuck die later Fergus vrouw zou worden. Zijn oorspronkelijke Engelse naam is Rumpus McFowl.
Heisa is een trotse verzamelaar van rotsen.